# Alexander Fehling
Alexander Fehling, född 29 mars 1981 i Östberlin, är en tysk skådespelare. Han studerade teater vid Hochschule für Schauspielkunst Ernst Busch. Fehling är i Sverige mest känd för sina roller i filmerna Inglourious Basterds och Goethe! samt sin medverkan i En labyrint av lögner. Han var även med i Homeland säsong 5.

## Tv-serier / Filmer (urval)
- 2009: Inglourious Basterds
- 2010: Goethe!
- 2014: En labyrint av lögner
- 2015: Homeland (säsong 5)
- 2018: Beat (TV-serie)
- 2019: A Hidden Life
- 2023 – Transatlantic (TV-serie)